# Venerdì 13 (franchise)

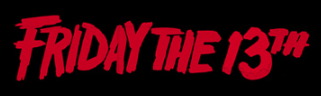
Logo originale del franchise

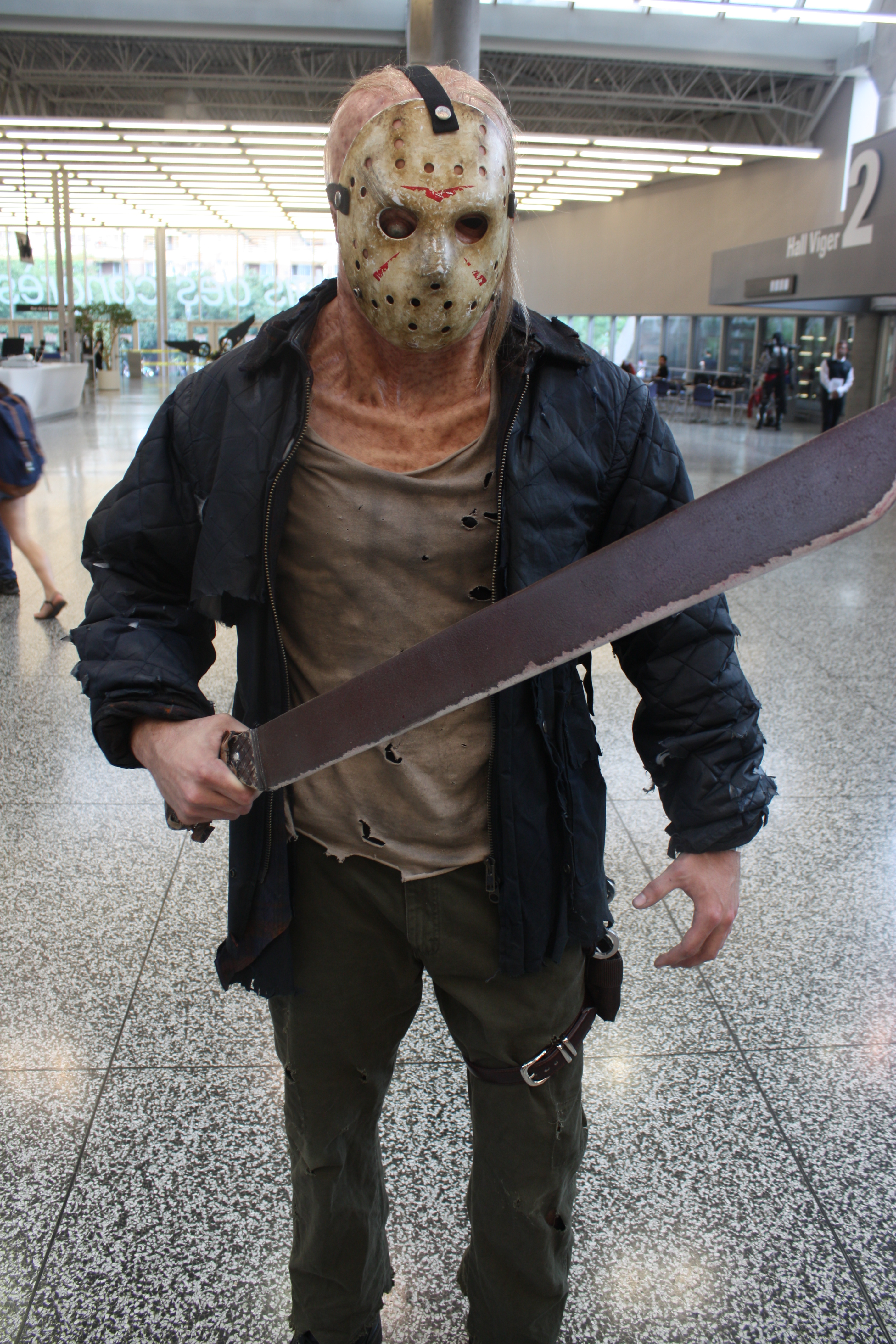
Cosplayer di Jason Voorhees

Venerdì 13 (Friday the 13th) è un media franchise basato sulla serie di film horror slasher che ha come principale protagonista il sanguinario Jason Voorhees.
L'universo di Venerdì 13 conta attualmente dodici film (tra cui: un midquel/crossover con la saga di Nightmare e un reboot del primo capitolo), vari libri, fumetti, videogiochi e giochi da tavolo.
Il film originale fu concepito da Sean S. Cunningham come il primo di diversi film horror aventi in comune la data che fa da titolo, il successo del primo film spinse i produttori a incentrarsi sulle imprese di Jason Voorhees. La serie proseguì quindi grazie ad altri registi che hanno mantenuto gli stessi meccanismi narrativi presenti nel primo film - omicidi crudi, spettacolari e granguignoleschi. Nonostante i film siano stati accolti per lo più negativamente da parte dei critici, la serie è considerata uno dei franchise di maggior successo, grazie anche al merchandise prodotto e ai riferimenti nella cultura di massa.

## Film
| Film                                               | Data di uscita USA | Regia              | Sceneggiatura                                  | Produttori                                                   |
| -------------------------------------------------- | ------------------ | ------------------ | ---------------------------------------------- | ------------------------------------------------------------ |
| Venerdì 13                                         | 9 maggio 1980      | Sean S. Cunningham | Victor Miller                                  | Sean S. Cunningham                                           |
| Venerdì 13 parte II - L'assassino ti siede accanto | 1º maggio 1981     | Steve Miner        | Ron Kurz                                       | Steve Miner                                                  |
| Venerdì 13 parte III - Week-end di terrore         | 13 agosto 1982     | Steve Miner        | Carol Watson, Martin Kitrosser                 | Frank Mancuso Jr.                                            |
| Venerdì 13 parte IV - Capitolo finale              | 13 aprile 1984     | Joseph Zito        | Barney Cohen                                   | Frank Mancuso Jr.                                            |
| Venerdì 13 parte V - Il terrore continua           | 22 marzo 1985      | Danny Steinmann    | David Cohen, Danny Steinmann, Martin Kitrosser | Timothy Silver                                               |
| Venerdì 13 parte VI - Jason vive                   | 1º agosto 1986     | Tom McLoughlin     | Tom McLoughlin                                 | Don Behrns                                                   |
| Venerdì 13 parte VII - Il sangue scorre di nuovo   | 13 maggio 1988     | John Carl Buechler | Daryl Haney, Manuel Fidello                    | Iain Paterson                                                |
| Venerdì 13 parte VIII - Incubo a Manhattan         | 28 luglio 1989     | Rob Hedden         | Rob Hedden                                     | Randy Cheveldave                                             |
| Jason va all'inferno                               | 13 agosto 1993     | Adam Marcus        | Dean Lorey, Jay Huguely                        | Debbie Hayn-Cass, Sean S. Cunningham                         |
| Jason X                                            | 26 aprile 2002     | James Isaac        | Todd Farmer                                    | Noel Cunningham                                              |
| Freddy vs. Jason                                   | 13 agosto 2003     | Ronny Yu           | Damian Shannon, Mark Swift                     | Sean S. Cunningham                                           |
| Venerdì 13                                         | 13 febbraio 2009   | Marcus Nispel      | Damian Shannon, Mark Swift                     | Michael Bay, Andrew Form, Bradley Fuller, Sean S. Cunningham |
| Sweet Revenge                                      | 13 agosto 2025     | Mike P. Nelson     | Mike P. Nelson                                 | Chad Villella                                                |

### Non ufficiali
Nel 1986 venne realizzato in Italia il film Camping del terrore, diretto da Ruggero Deodato, palesemente ispirato alla saga, secondo la diffusa prassi del cinema di genere italiano degli anni '80, di realizzare delle imitazioni, più o meno marcate, dei coevi film hollywoodiani di maggior successo.
Nel 2017 fu prodotto un film amatoriale creato da dei fan della serie intitolato Never Hike Alone, che vede Jason confrontarsi con un escursionista che posta video della sua GoPro sui social. Due anni dopo esce il prequel Never Hike in the Snow e nel 2023 la mini-saga amatoriale termina con Never Hike Alone 2. In tutti i film compare Tommy Jarvis, interpretato dallo stesso attore che lo interpretò in Venerdì 13 parte VI - Jason vive, Thom Mattews.
Nel 2022 venne prodotta una serie di cortometraggi non ufficiali, dal titolo Friday the 13th: Origin of Evil, composti da 3 film di circa 20 minuti: intesa come un tributo alla serie originale, fu ideata dal regista italiano Francesco Tesauro e basata su avvenimenti della vita di Jason a cavallo tra il 1980 e il 1983, il periodo antecedente al massacro della Loggia Packanack. Harry Manfredini, storico compositore della saga di Venerdì 13, fornì il suo sostegno autorizzando la riproduzione di ogni traccia audio presente nel film.

## Diatribe legali
Nel 2016 la saga si interruppe momentaneamente a causa di una causa legale tra Sean Cunningham e Victor Miller, rispettivamente regista e sceneggiatore del primo film, in contesa per il diritto d'autore su Jason Voorhees. Fintanto che la causa legale non fu chiusa, il videogioco non venne aggiornato e nessun film fu prodotto. Il 30 settembre 2021, la causa terminò a favore di Miller e, nell'ottobre 2022, venne annunciata da Peacock la realizzazione di una serie prequel originariamente prevista per il 2024. Nel 2025, la Jason Universe viene fondata e il 13 agosto viene pubblicato il nuovo capitolo del reboot: Sweet Revenge.

## Trama della saga
maggio 1957, Crystal Lake Camp (New Jersey). L'undicenne Jason Voorhees, figlio Elias e Pamela Voorhees, affetto da deformità e idrocefalia, affoga nel lago quando dei bulli, mentre i supervisori sono distratti ad amoreggiare, lo buttano in acqua. Pamela, sconvolta, decide di mantenere chiuso il campeggio uccidendo chiunque cerchi di farlo riaprire ma, 1979, viene uccisa da Alice Hardy col suo stesso machete così Jason, che in realtà era sopravvissuto, viene spinto dallo spirito della madre a proseguire la sua vendetta.
Crystal Lake Camp (New Jersey). Al fine di compiacere la volontà della madre, Jason Voorhees inizia a mietere vittime tra i campeggiatori armato di machete e col volto nascosto prima dietro un sacco di iuta e poi dietro una vecchia maschera da hockey. Nonostante varie potenziali vittime alla fine gli sfuggano, ucciderlo non sarà affatto facile.

## Personaggi
- Jason Voorhees: l'antagonista principale della serie. È un assassino affetto da deformità e idrocefalia dato per morto nel maggio 1957, a 11 anni, presso il Crystal Lake Camp, un campeggio per adolescenti, quando, mentre i supervisori del campeggio amoreggiano, fu gettato nel lago da alcuni bulli. Dopo che, nel 1979, sua madre Pamela Voorhees, mettendo in atto la sua vendetta per ciò che successe al figlio, viene uccisa da Alice Hardy col suo stesso machete Jason, che in realtà era sopravvissuto, viene spinto dallo spirito della madre a proseguire la sua vendetta. Jason Voorhees è stato interpretato da Ari Lehman in Venerdì 13, Steve Daskewisz (con la maschera) e Warrington Gillette (senza la maschera) in  Venerdì 13 parte II: L'assassino ti siede accanto, Richard Brooker in Venerdì 13 parte III - Week-end di terrore, Ted White in Venerdì 13 parte IV - Capitolo finale, C. J. Graham in Venerdì 13 parte VI - Jason vive, Kane Hodder in Venerdì 13 parte VII - Il sangue scorre di nuovo, Venerdì 13 parte VIII - Incubo a Manhattan, Jason va all'inferno e Jason X, Spencer Stump (giovane) e Ken Kirzinger (adulto) in Freddy vs. Jason e Derek Mears e Caleb Guss in Venerdì 13 .

- Pamela Voorhees: ex moglie di Elias Voorhees e madre di Jason Voorhees, non si sa se avuto col marito o con l'uomo che la stuprò. Andata a lavorare come cuoca al Camp Crystal Lake in New Jersey, dopo che Jason annegò nel lago 1957 a causa della negligenza del personale, prima si vendicata di coloro che incolpa della morte del figlio e poi, nel tentativo di tenerlo chiuso, prima ne sabota la riapertura nel '59 e nel '60, e poi, quando nel 1979, viene riaperto da Steve Christy, vi torna per uccidere chiunque vi trovi ad eccezione di Alice Hardy la quale riesce ad aver la meglio sulla donna e a ucciderla decapitandola col suo stesso machete (Venerdì 13). Apparirà poi al figlio in una allucinazione (Venerdì 13 parte II: L'assassino ti siede accanto) e Freddy Krueger prenderà le sue sembianze per convincere Jason a uccidere a Springwood (Freddy vs. Jason). Pamela Voorhees è stata interpretata da Betsy Palmer in Venerdì 13, da Marilyn Poucher in  Venerdì 13 parte II: L'assassino ti siede accanto, da Paula Shaw in Freddy vs. Jason e da Nana Visitor nel reboot del 2009 Venerdì 13.

- Alice Hardy[9][10]: è una delle consigliere assunte da Steve Christy per riaprire il Camp Crystal Lake nel 1979 nonché l'unica sopravvissuta al massacro compiuto da Pamela Voorhees e la sua assassina - decapitare la signora Voorhees col suo stesso machete (Venerdì 13)[11]. Due mesi dopo, Alice viene pugnalata alla tempia nel suo appartamento da un Jason Voorhees adulto - che evidentemente è sopravvissuto al suo annegamento infantile - diventando così la sua prima vittima; il suo corpo decomposto viene poi visto nella baracca di Jason (Venerdì 13 parte II: L'assassino ti siede accanto)[12]. Alice appare anche in un flashback (Venerdì 13 parte IV - Capitolo finale). Alice HArdy è stata interpretata da Adrienne King.

- Virginia "Ginny" Field: è una delle consigliere assunte per lavorare al Camp Crystal Lake nel 1984. Quando Jason inizia il suo massacro, trova la baracca dell'uomo nel bosco e, indossato il vecchio maglione di Pamela Voorhees per convincerlo di essere sua madre, riesce a calmarlo prima di conficcargli un machete nella spalla e poi fuggire, salvandosi la vita ( Venerdì 13 parte II: L'assassino ti siede accanto). Ginny apparirà racconta gli eventi in un notiziario (Venerdì 13 parte III - Week-end di terrore). Ginny Field è stata interpretata da Amy Steel.

- Christine "Chris" Higgins: è un'adolescente attaccata da Jason già tre anni fa e che, dopo essere tornata a Crystal Lake, viene nuovamente attaccata dal mostro che uccide i suoi amici ma non lei; anzi, Chris, riesce a colpire Jason alla testa con un'ascia, prima di avere un'allucinazione e, infine, venir poi portata via dalla polizia gravemente traumatizzata (Venerdì 13 parte III - Week-end di terrore). Chris Higgins è interpretata da Dana Kimmell.

- Thomas "Tommy" Jarvis: è uno dei personaggi più ricorrenti della serie ed è la nemesi di Jason. Quando Jason, nel 1984, arriva alla baita dei Jarvis, Tommy è costretto, per ingannarlo e apparire come lui da giovane, a radersi la testa così, mentre Jason è distratto dal suo aspetto, il ragazzo lo attacca con un machete, lasciandolo apparentemente morto (Venerdì 13 parte IV - Capitolo finale). In seguito al trauma Tommy trascorrerà cinque anni in un istituto psichiatrico e quando Roy Burns inizia a commettere omicidi nello stile di Jason Voorhees, inizia a soffrire di allucinazioni e incubi su Jason e quando sarà costretto a uccidere Burns per legittima difesa la sua sanità mentale sarà definitivamente compromessa e finirà per tentare di uccidere, con indosso una maschera da hockey, l'assistente del direttore del centro di recupero in cui si trova (Venerdì 13 parte V - Il terrore continua). Tommy, deciso ad affrontare i suoi demoni, torna a Crystal Lake dove crema il corpo di Jason e poi lo impala ripetutamente con un pezzo di recinzione del cimitero che, colpito da un fulmine, resuscita Jason e gli conferisce numerose abilità sovrumane; mentre la pila di cadaveri che Jason accumula convincere lo sceriffo locale che l'assassino sia Tommy, facendo ricerche sui libri dell'occulto, riporta Jason al lago dove era quasi annegato da bambino e riesce a incatenarlo al fondo del lago (Venerdì 13 parte VI - Jason vive). Tommy Jarvis è stato interpretato da Corey Feldman in Venerdì 13 parte IV - Capitolo finale, da John Shepherd in Venerdì 13 parte V - Il terrore continua e da Thom Mathews in Venerdì 13 parte VI - Jason vive.

- Tina Shepard: è un'adolescente che, a causa dei suoi poteri telecinetici e psicocinetici, ha accidentalmente ucciso il padre violento da bambina presso il molo di Crystal Lake nel 1990. Nel 1996, Tina, tornata a Crystal Lake per resuscitare il padre, libera invece Jason dalla sua prigione acquatica. Mentre Jason vaga per la foresta uccidendo chiunque gli capiti a tiro, Tina, che ha visioni psichiche delle persone che uccide - compresa sua madre e alcuni suoi amici -, usa di nuovo i suoi poteri per evocare una manifestazione di suo padre che, uscendo dal lago, trascinare Jason di nuovo sott'acqua (Venerdì 13 parte VII - Il sangue scorre di nuovo). Tina Shepard è interpretata da Jennifer Banko (bambina) e Lar Park Lincoln (adolescente).

- Jessica Kimble: è la nipote di Jason Voorhees in quanto figlia della sua sorellastra Diana Kimble. Durante la ricerca di un corpo ospite, Jason tenta di trasferire la sua anima nella figlia di Jessica, Stephanie, ma in seguito prende quello di Diana così Jessica lo uccide con un pugnale incantato (Jason va all'inferno). Jessica Kimble è stata interpretata da Kari Keegan.
  - Diane Kimble: è la sorellastra di Jason (figlia di Pamela Voorhees) nonché madre di Jessica Kimble e nonna Stephanie Kimble. Viene presa di mira da Jason dopo che il suo corpo viene distrutto dall'FBI, costringendolo a possedere altre persone; dopo aver posseduto un agente di polizia, Jason si reca a casa della sorellastra che, vedendo il riflesso di Jason in uno specchio, capisce che il fratellastro ha posseduto l'agente e gli spara in testa però Jason, che non è morto, la afferra e cerca di trasferire la sua anima in lei ma Steven Freeman, il padre di Stephanie, sopraggiunto e vedendo Diana aggredita, attacca l'uomo causando però la morte di Diana e la fuga di Jason. Mentre Steven viene incolpato dell'omicidio della donna, Robert Campbell, attuale fidanzato di Jessica e conduttore di American Casefiles, al fine di aumentare gli ascolti del suo programma, trafuga il suo corpo di Diana dall'obitorio ma Jason, trasferita la sua anima dal corpo dell'agente a quello di Robert e poi fuggito sotto forma di feto demoniaco trova il cadavere di Diana e lo usa per resuscitare completamente (Jason va all'inferno). Diana Kimble è stata interpretata da Erin Gray.
  - Steven Freeman: è l'ex fidanzato di Jessica Kimble e padre della piccola Stephanie, che non ha riconosciuto. Quando Diana, la madre di Jessica, viene attaccata da Jason Voorhees cerca di salvarla ma, quando la donna muore, viene incolpato di dell'omicidio (Jason va all'inferno). Steven Freeman è stato interpretato da John D. LeMay.

- Lori Campbel: è una dei pochi residenti di Springwood (Ohio) a rendersi conto che il responsabile della recente serie di omicidi è Jason Voorhees e non Freddy Krueger così, col fidanzato Will e altri amici, dopo che Jason è rimasto bloccato in un incubo di Freddy, lo riporta al Camp Crystal Lake e, entrata nel mondo dei sogni, riporta Freddy nel mondo degli svegli facendo svegliare Jason e lascia che i due mostri si scontrino; alla fine, Lori fa esplodere il molo su cui i due stanno combattendo e poi decapita Freddy, il cui corpo cade nelle profondità del Crystal Lake, insieme a Jason (Freddy vs. Jason). Il suo nome è una crasi del nome del personaggio di Laurie Strode del media franchise di Halloween e del cognome all'attrice Neve Campbell interprete del personaggio di Sidney Prescott nel media franchise di Scream. Lori Campbel è stata interpretata da Monica Keena.

- Whitney Miller e Clay Miller: sono fratello e sorella protagonisti del remake del 2009. convinta dal fidanzato Mike a fare una vacanza a Crystal Lake con alcuni amici, Whitney, dopo aver assistito alla morte di Mike e dei loro amici, viene rapita da Jason perché assomiglia a sua madre da giovane. Sei settimane dopo, Clay arriva a Crystal Lake alla ricerca della sorella, la trova, la libera e, mentre Whitney, sfruttando la sua somiglianza con Pamela, distrae Jason mentre Clay lo pugnala col suo stesso machete e poi lo getta in una cippatrice; infine, fratello e sorella, gettano il corpo di Jason nel lago, ma lui si rialza e afferra Whitney (Venerdì 13). Whitney Miller è stata interpretata da Amanda Righetti mentre Clay Miller è stato interpretato da Jared Padalecki.

## Distribuzione

### Edizioni home video
A causa della difficoltà incontrate nel mettere assieme i diritti tra le varie case di distribuzione, a differenza di ciò che è accaduto per altre saghe horror (ad esempio Nightmare), inizialmente la serie non è mai stata pubblicata in cofanetto nella sua interezza. Tuttavia, il 4 ottobre 2004 è uscito negli Stati Uniti il cofanetto DVD Friday the 13th - From Crystal Lake to Manhattan comprendente i primi otto film della serie in 5 dischi. 
 In Italia sono disponibili vari cofanetti che però non contengono il primo film della saga.

## Altri media

### Libri
| Anno | Titolo                               | Autore           | Adattamento di                   |
| ---- | ------------------------------------ | ---------------- | -------------------------------- |
| 1982 | Friday the 13th Part III             | Michael Avallone | Week-end di terrore              |
| 1986 | Friday the 13th Part VI: Jason Lives | Simon Hawke      | Venerdì 13 parte VI - Jason vive |
| 1987 | Friday the 13th                      | Simon Hawke      | Venerdì 13                       |
| 1988 | Friday the 13th Part 2               | Simon Hawke      | L'assassino ti siede accanto     |
| 1989 | Friday the 13th Part III             | Simon Hawke      | Week-end di terrore              |
| 2003 | Freddy vs. Jason                     | Stephen Hand     | Freddy vs. Jason                 |
| 2005 | Jason X                              | Pat Cadigan      | Jason X                          |

Serie Camp Crystal Lake
Questa serie di romanzi vede per protagoniste persone diverse che trovano la maschera di Jason - che però non appare nei romanzi - e vengono possedute dal suo spirito:
| N° | Titolo                                      | Autore     | Data di uscita   |
| -- | ------------------------------------------- | ---------- | ---------------- |
| 1  | Friday the 13th: Mother's Day               | Eric Morse | 1 luglio 1994    |
| 2  | Friday the 13th: Jason's Curse              | Eric Morse | 1 luglio 1994    |
| 3  | Friday the 13th: The Carnival               | Eric Morse | 1 luglio 1994    |
| 4  | Friday the 13th: Road Trip                  | Eric Morse | 1 settembre 1994 |
| 5  | Friday the 13th: The Mask of Jason Voorhees | Eric Morse | 2011             |

Serie Jason X
La serie consiste in quattro sequel del film Jason X del 2005:
| N° | Titolo                       | Autore           | Data di uscita   |
| -- | ---------------------------- | ---------------- | ---------------- |
| 1  | Jason X: The Experiment      | Pat Cadigan      | 25 gennaio 2005  |
| 2  | Jason X: Planet of the Beast | Nancy Kilpatrick | 7 giugno 2005    |
| 3  | Jason X: Death Moon          | Alex Johnson     | 29 novembre 2005 |
| 4  | Jason X: To the Third Power  | Nancy Kilpatrick | 25 aprile 2006   |

Serie Friday the 13th
La serie non è collegata alla serie di Jason X e funge da sequel dei film, inoltre ogni romanzo ha sviluppato il personaggio di Jason a modo suo:
| N° | Titolo                                           | Autore         | Data di uscita  |
| -- | ------------------------------------------------ | -------------- | --------------- |
| 1  | Friday the 13th: Church of the Divine Psychopath | Scott Phillips | 9 agosto 2005   |
| 2  | Friday the 13th: Hell Lake                       | Paul A. Woods  | 9 agosto 2005   |
| 3  | Friday the 13th: Hate-Kill-Repeat                | Jason Arnopp   | 25 ottobre 2005 |
| 4  | Friday the 13th: The Jason Strain                | Christa Faust  | 31 gennaio 2006 |
| 5  | Friday the 13th: Carnival of Maniacs             | Stephen Hand   | 6 giugno 2006   |

### Fumetti
A partire dall'acquisto dei diritti dalla New Line Cinema, diversi fumetti di Friday the 13th vennero editati da Topps Comics, Avatar Press e WildStorm.

#### Topps
- Satan's Six Issue 4 (luglio 1993)
- Jason Goes to Hell: The Final Friday (1993)
- Jason vs Leatherface (ottobre 1995 - gennaio 1996)

#### Avatar Press
- Friday the 13th Special (maggio 2005)
- Friday the 13th: Bloodbath (settembre - novembre 2005)
- Jason X Special (ottobre 2005)
- Friday the 13th: Jason vs. Jason X (febbraio 2006)
- Friday the 13th Fearbook (giugno 2006)

#### Wildstorm
- Venerdì 13 (Friday the 13th) (febbraio - luglio 2007)
- Friday the 13th: Pamela's Tale (luglio - agosto 2007)
- Friday the 13th: How I Spent My Summer Vacation (settembre - ottobre 2007)
- Freddy vs. Jason vs. Ash (novembre 2007 - marzo 2008)
- Friday the 13th: Bad Land (gennaio - febbraio 2008)
- Friday the 13th: Abuser and the Abused (aprile 2008)
- Freddy vs. Jason vs. Ash: The Nightmare Warriors (agosto 2009 - gennaio 2010)

### Videogiochi
Videogiochi tratti con licenza ufficiale dalla saga:
- Friday the 13th (1986) - Amstrad CPC, Commodore 64 e ZX Spectrum
- Friday the 13th (1989) - NES
- Mortal Kombat X (2015) - PlayStation 4, Xbox One, PC - Jason è un personaggio giocante ottenibile tramite DLC
- Friday the 13th: The Game (2017) - PlayStation 4, Xbox One, PC, Nintendo Switch
- Friday the 13th: Enigmi assassini (2018) - iOS, Android, PC

Nei vecchi episodi del videogioco Splatterhouse, prima del reboot del 2010, il protagonista Rick Taylor è chiaramente ispirato a Jason. Anche se nel progredire della serie videoludica la Maschera del Terrore negli artwork e nei filmati venne poi rappresentata con fattezze più simili a un teschio, nei giochi ha sempre un aspetto molto più simile a una maschera da hockey.

### Giochi da tavolo
Giochi da tavolo tratti con licenza ufficiale dalla saga:
- Freddy vs Jason Killer Trivia Game (2005)
- Freddy vs. Jason Forest of Fear Game (2010)
- HorrorClix: Freddy vs. Jason Collectors Set (2010), espansione di Horrorclix
- Friday the 13th: The Game (2012)
- Friday the 13th: Horror at Camp Crystal Lake (2020)
- Friday the 13th (2022)

### Non ufficiali

#### Serie televisive
La serie TV Venerdi 13 non ha niente a che fare con la serie cinematografica, anche perché inizialmente la serie doveva chiamarsi La tredicesima ora. Infatti, la serie riprende il progetto originale ideato per i film: l'assassino Jason Voorhees è assente, e le storie sono diverse tra loro in ogni episodio, mantenendo però in comune la data.

#### Video musicale
Nel 2014, Jason è stato protagonista di un video musicale di Common Shiner: Social Mediasochist, in cui è uno studente liceale, assieme a tutti gli altri mostri e antagonisti degli horror, dove tenta di fare colpo su Carrie (protagonista dell'omonimo romanzo horror scritto da Stephen King nel 1974), la ragazza di Michael Myers (protagonista del media franchise di Halloween).
Nel 2019 esce il seguito, Social Mediasochist II, sempre con Jason come protagonista che affronta un potenziale divorzio con Carrie.